# Rio, Göteborg
Rio var en biograf på Landsvägsgatan i Göteborg ritad av arkitekt Nils Olsson som öppnade 2 mars 1940 och stängde 24 oktober 1984. Dess första ägare var Harry Blomberg.